# Teen Spirit (película de 2011)
Teen Spirit es una película de televisión estadounidense que se estrenó en ABC Family el 7 de agosto de 2011. Está dirigida por Gil Junger y está protagonizada por Cassie Scerbo y Lindsey Shaw como las principales protagonistas.

## Argumento
La historia trata sobre Amber, una mala esnob y popular estudiante de último año de secundaria, muere después de ser nombrada Reina del baile. Estaba recogiendo una corona que quedó electrificada, luego de un accidente con el auto de su novio. Mientras está en el Limbo, un ángel le pide que regrese a su escuela secundaria como un fantasma para transformar a la estudiante menos popular de la escuela, Lisa Sommers, en la próxima Reina del baile en el baile de graduación. Si tiene éxito, será enviada al cielo, y si no, estará en el próximo autobús lanzadera al infierno.
En un anuncio conmemorativo en la escuela, Amber se da cuenta de que sus amigos realmente no se preocupan por ella, y Lisa es la única que puede verla. Inicialmente, Lisa no quiere ir al baile de graduación, pero después de que Amber logra llamar la atención del enamorado de Lisa, Nick Ramsey, Lisa acepta faltar a la escuela para ir a comprar ropa de moda y un cambio de imagen, durante el cual encanta a un "Zac Efron" en la tienda. Al día siguiente en la escuela, Lisa comienza a llamar la atención de sus compañeros de clase, pero debido a que Lisa todavía está nerviosa, Amber posee su cuerpo para ayudar a mostrar algo de actitud y ganar confianza. Pero su plan de postularse para Prom Queen se complica cuando la ex amiga de Amber, Carlita, decide postularse y ella también está saliendo con Nick.
Cuando Carlita decide hacer una fiesta en casa, Amber y Lisa deciden meterse con el plan de Carlita cambiando la fecha de la fiesta y enviando este cambio en un correo electrónico desde una computadora de la escuela al teléfono de todos en su escuela secundaria. Con los planes de la fiesta de Carlita arruinados, Amber y Lisa planean una fiesta en la casa de Lisa esa misma noche, ya que sus padres están en un tratamiento de spa. En la fiesta, Amber sube a Lisa al escenario para cantar "Típico", lo que atrae la atención de Nick. Lisa y Nick hablan después de su actuación y los dos terminan compartiendo un beso inesperado, pero luego Amber vuelve a poseer a Lisa para evitar que se acueste con Nick.
Amber y Lisa pronto descubren por el subdirector Richardson que el amigo de Lisa, Raj Kurkuri, que estaba tratando de comprar una calculadora usada en línea, accidentalmente se olvidó de cerrar la sesión en una computadora de la escuela antes de que Lisa enviara el mensaje de fecha de la fiesta cambiada, y Raj es retenido. responsable de los daños en la casa de Carlita. Lisa termina transmitiendo los planes de sus amigos para terminar una película de cerdo con arcilla ahora que es popular. Mientras tanto, la hermana de Amber, Clementine, siente que su madre está demasiado ocupada llorando la muerte de Amber como para prestarle atención. Al ver esto por sí misma, Amber ayuda a guiar a su madre a prestar más atención a Clementine ahora que ha muerto.
Selena, la amiga de Lisa, se entera de la participación de Amber con la popularidad de Lisa y decide usar magia negra para decirle a Amber que deje a Lisa en paz, pero Amber le dice que necesita corregir lo que hizo mal para poder entrar al cielo. Selena es comprensiva, pero todavía le ruega a Amber que ayude a Lisa a volver a la normalidad. Amber se enfrenta a Lisa y, al darse cuenta de que involuntariamente ha arruinado su vida al hacerla popular, salta a su cuerpo para llevarla a Oak Springs en la autopista 7 (en el medio de la nada) para que no regrese a la ciudad en tiempo para el baile de graduación esa noche. Después de tropezar con Floyd's Gator Jerky Shop y llamar a todos sus amigos a un teléfono público, Lisa no consigue que la lleven de regreso a la ciudad hasta que llega a Selena. Cuando Selena (junto con Raj y Collin) llegan para recogerla, Lisa descubre que ser popular no es lo que parece. También se entera de que Raj fue suspendido y tiene que realizar un servicio comunitario para arreglar el jardín de Carlita. Mientras tanto, Amber informa al ángel de su fracaso y viaja al infierno en un autobús de enlace de la prisión en llamas.
Después de llegar a la noche de graduación, Lisa le confiesa a su subdirector y al resto de la escuela que fue ella quien envió el correo electrónico masivo sobre el cambio a la fiesta de Carlita, no a Raj. Luego, pronuncia un discurso en el escenario para que todos deben romper las barreras entre lo popular y lo impopular votando a Raj como Prom King, con lo que casi todos los estudiantes están de acuerdo. Después de que Raj es elegido Prom King, Amber es transportada desde el autobús de enlace al Infierno para que sus alas entren al Cielo, ya que el estudiante menos popular fue elegido Prom King. Se le aparece a Lisa una última vez y los dos comparten un abrazo con Amber cuando Amber ve a Aidan en el baile de graduación. Lisa sonríe y Amber promete velar por Lisa from Heaven antes de irse. Aidan buscó a Lisa en siete graduaciones diferentes antes de encontrarla. Aidan y Lisa sonríen, hablan y pronto bailan; parece que comienza una nueva relación. Carlita (enojada porque no fue coronada como Reina del baile) intenta detener la música tirando de los cables de la caja de control del escenario, pero se electrocuta en el proceso. El ángel comenta: "Oh, suerte de mí. Aquí vamos de nuevo".

## Reparto

### Principales
- Cassie Scerbo como Amber Pollock, una popular reina de la escuela secundaria.
- Lindsey Shaw como Lisa Sommers, una chica impopular que quiere ingresar a la escuela de música Juilliard.
- Tim Gunn como Supervisor J-3, el ángel responsable de la asignación de Amber.
- Katie Sarife como Selena, la mejor amiga de Lisa.
- Chris Zylka as Nick Ramsey, el chico popular de la escuela secundaria.
- Lucius Baston como Vicedirector Richardson.
- Travis Quentin Young como Colin, amigo de Lisa en su club de cine.
- Paras Patel como Raj Kukuri, amigo de Lisa en su club de cine.
- Ben Winchell como Aiden, el chico de Zac Efron en el centro comercial.

### Recurrentes
- Carissa Capobianco como Paisley, amiga de Amber en la escuela secundaria.
- Katrina Tandy como Dakota, amiga de Amber en la escuela secundaria.
- Gabriela Lopez como Carlita, amiga de Amber en la escuela secundaria.
- Cree Ivey como Clementine Pollock, hermana de Amber.
- Andrea Powell como Gillian Pollock, la madre de Amber.
- Elena Varela como la tía Marielle, la tía de Selena que es una médium espiritual.
- Rhoda Griffis como Vesper Sommers.

## Producción
El rodaje tuvo lugar en Wilmington, Carolina del Norte.

## Banda sonora
Teen Spirit es un álbum de la banda sonora de la película del mismo nombre, lanzado el 7 de agosto de 2011 por MarVista Entertainment. interpretado por Lindsey Shaw, fue lanzado como sencillo el 7 de agosto del 2011.
- 1. "Tonight Tonight" - Hot Chelle Rae.
- 2. "Till The World Ends" - Britney Spears.
- 3. "The Fame" - Lady Gaga.
- 4. "Show Me" - Jessica Sutta.
- 5. "Give Me Everything" (presentando a Ne-Yo, Afrojack y Nayer Regalado) - Pitbull.
- 6. "The Edge of Glory" - Lady Gaga.
- 7. "(Drop Dead) Beautiful" (presentando a Sabi) - Britney Spears.
- 8. "Typical" - Lindsey Shaw.

### Otras canciones no incluidas en la banda sonora
- "Arms" – Christina Perri.
- "Just in Love" – Joe Jonas.
- "Spirit School" – Anya Marina.
- "Watch Me Move" – Fefe Dobson.